# Arguvan
Arguvan là một huyện thuộc tỉnh Malatya, Thổ Nhĩ Kỳ. Huyện có diện tích 1068 km² và dân số thời điểm năm 2007 là 8379 người, mật độ 8 người/km².